# Oaia Island

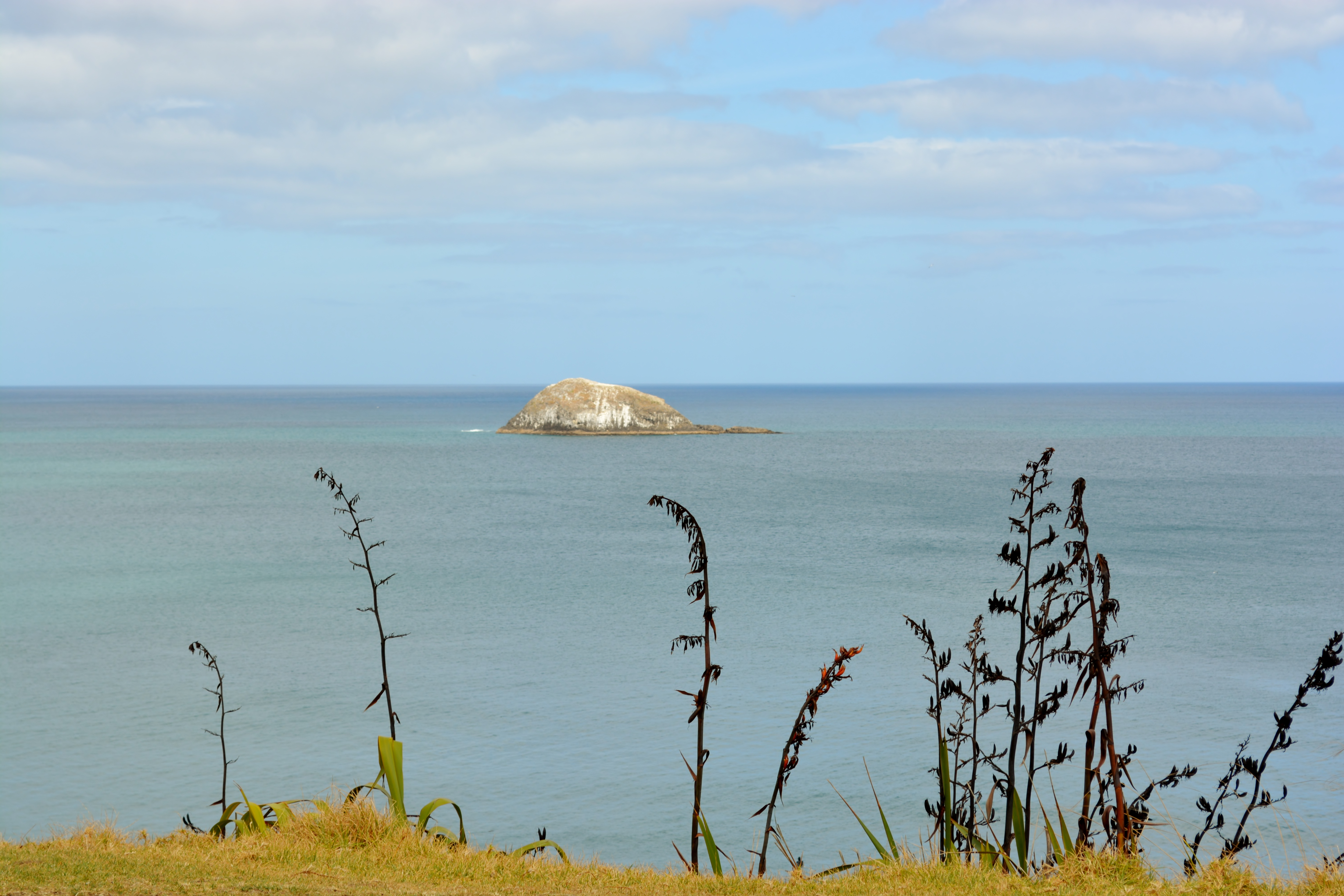
Foto von Oaia Island

Oaia Island ist eine kleine Felseninsel vor der Westküste der Region des Auckland Councils im Norden der Nordinsel von Neuseeland.

## Geographie
Die Felseninsel befindet sich rund 1,65 km südwestlich des Muriwai Beach an der Westküste der Nordinsel. Waitakere City, als nächstgrößerer Ort auf dem Festland ist rund 11,7 km östlich zu finden. Die Felseninsel, die rund 1,4 km von der Küste entfernt liegt, besitzt eine Fläche von rund 0,7 Hektar bei einer Länge von rund 160 m in Nordnordwest-Südsüdost-Richtung und eine maximale Breite von rund 35 m in Westsüdwest-Ostnordost-Richtung.